# 凱魯 (阿塔科拉省)
10°49′30″N 2°6′34″E / 10.82500°N 2.10944°E
凱魯（法語：Kérou）是貝寧的城鎮，位於該國西北部，由阿塔科拉省負責管轄，面積3,745平方公里，海拔高度310米，2012年該城鎮人口37,419，人口密度每平方公里10人。